# Ingrid Jacquemod
Ingrid Jacquemod, francoska alpska smučarka, * 23. september 1978, Bourg-Saint-Maurice, Francija.
Nastopila je na treh olimpijskih igrah, najboljšo uvrstitev je dosegla leta 2010 z desetim mestom v superveleslalomu. Na svetovnih prvenstvih je najboljšo posamično uvrstitev dosegla leta 2007 z osmim mestom v smuku. V svetovnem pokalu je tekmovala petnajst sezon med letoma 1996 in 2011 ter dosegla eno zmago in še šest uvrstitev na stopničke. V skupnem seštevku svetovnega pokala se je najvišje uvrstila na deveto mesto leta 2010, ko je bila tudi četrta v smukaškem seštevku. 